# سیارک ۲۷۸۷۹
سیارک ۲۷۸۷۹ (به انگلیسی: 27879 Shibata، نامگذاری:1996CZ2) بیست و هفت هزار و هشتصد و هفتاد و نهمین سیارک کشف شده‌است که در ۱۵ فوریه ۱۹۹۶ کشف شد.